# Mehmet Cavit Bey
Mehmet Cavit Bey (1875–1926) foi um político, editor de jornais e professor de Economia turco. Cavit Bey foi um dos líderes do Dönmeh, um grupo criptojudaico de seu país, e ocupou o cargo de Ministro das Finanças da Turquia por três vezes.
Foi executado por seu envolvimento na tentativa de assassinato a Mustafa Kemal Atatürk, em 1926.